# De Feierwon

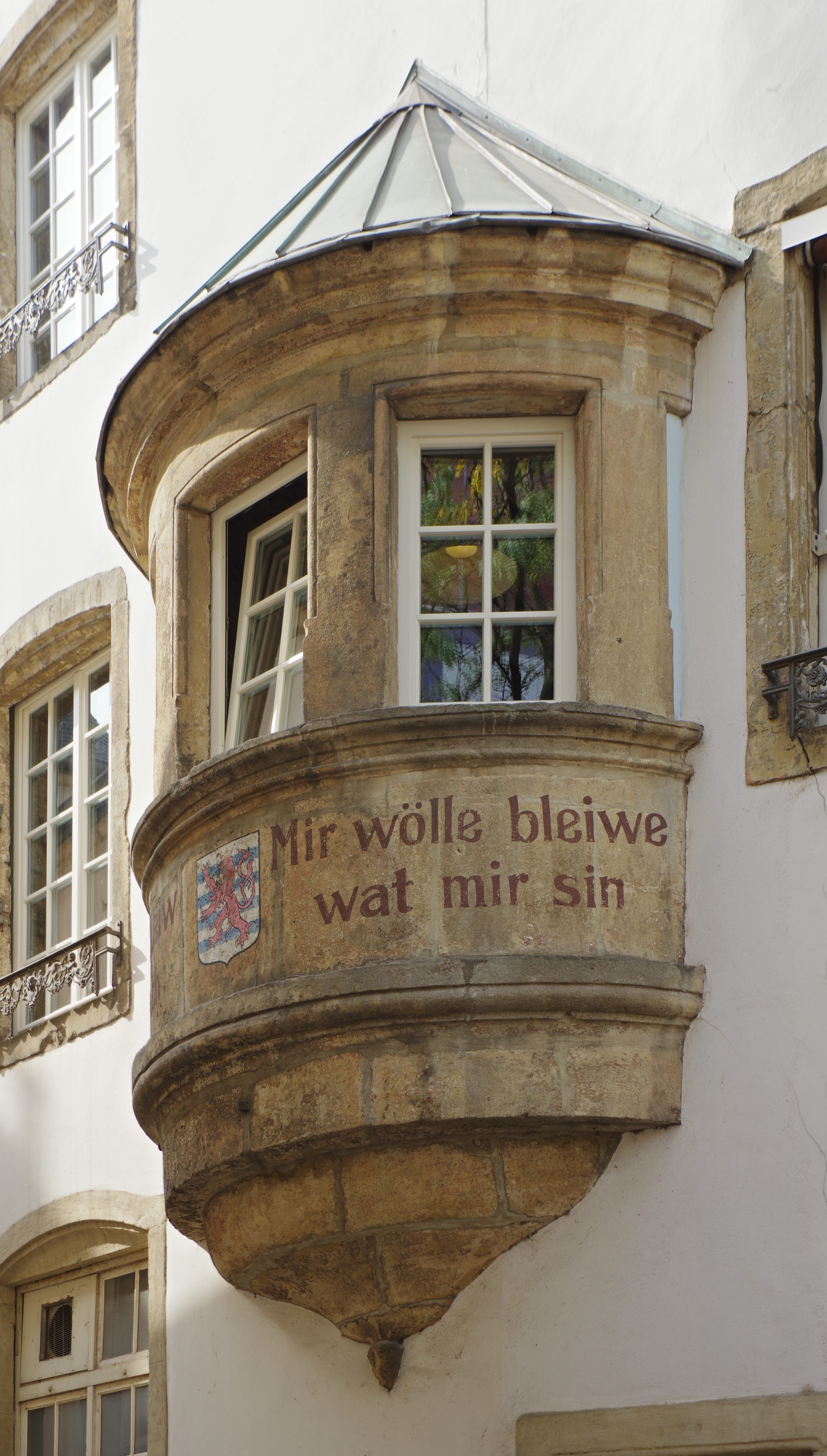
Façana del Monkey's Bar a la Rue de la Loge, ciutat de Luxemburg, que porta el lema Mir wölle bleiwe wat mir sin.

De Feierwon («El carro de foc») és una cançó del poeta Michel Lentz, també coneguda per la seva frase Mir Welle wat mir bleiwe sinn o Mir wölle bleiwe wat mir sin («Volem romandre com som»). Lentz la va escriure amb motiu de la posada en circulació de l'estació de tren de la Ciutat de Luxemburg el 1859 i ha esdevingut el lema nacional de Luxemburg.
La frase en concret es refereix a l'ambició del poble luxemburguès de romandre separat i independent de, els països veïns al seu entorn que tradicionalment han dominat políticament i militarment: Bèlgica, França i Alemanya.
Lletra en luxemburgués:
Kommt hier aus Frankräich, Belgie, Preisen,
Mir wellen iech ons Hémecht weisen,
Frot dir no alle Säiten hin,
Mir welle bleiwe wat mir sin.
Lletra en català
Veniu des de França, Bèlgica, Prússia
Volem mostrar la nostra pàtria
Pregunteu a totes parts
Volem romandre com som.